# Tobias Billström
Tobias Lennart Billström (Malmö, 27 de diciembre de 1973) es un político sueco del Partido Moderado. Desempeñó el cargo de ministro de Asuntos Exteriores en el gabinete de Ulf Kristersson desde el 18 de octubre de 2022 hasta el 4 de septiembre de 2024 y ha sido miembro del Riksdag desde las elecciones generales de 2002, en representación del municipio de Malmö (2002-2022) y del condado de Estocolmo. 
Anteriormente se desempeñó como Ministro de Política de Migración y Asilo de 2006 a 2014 y brevemente como Ministro de Empleo en 2010 en el gabinete de Fredrik Reinfeldt. Se desempeñó como primer vicepresidente del Riksdag de 2014 a 2017. 

## Biografía
Nació en 1973 en la ciudad escandinava de Malmö. En 2000 se licenció en historia, ciencias políticas, historia internacional moderna y estudios de Europa central y oriental de la Universidad de Lund. En 2002 obtuvo una Maestría en Historia de la Universidad de Lund y una Maestría en Filosofía en Historia de la Universidad de Cambridge.
De 1993 a 1998, Billström fue miembro de la junta local de Moderata ungdomsförbundet, la organización juvenil de Moderata samlingspartiet. De 1998 a 2002 fue miembro del Consejo Municipal de Malmö y vicepresidente del Comité de Educación de Malmö. En 2001 también fue editor político de Nordvästra Skånes tidningar. En 2002 fue elegido miembro del Riksdag sueco, donde fue, entre otras cosas, miembro de la Comisión de Asuntos Sociales hasta 2006. De 2005 a 2006, Billström también fue miembro de la junta directiva de la autoridad de inmigración.
Tras las elecciones de 2006 y la victoria electoral de la Alianza por Suecia, el nuevo Primer Ministro Fredrik Reinfeldt nombró a Tobias Billström Ministro de Asilo y Migración. Desde junio de 2010 hasta después de las elecciones de octubre, también dirigió el Ministerio de Trabajo como Ministro de Trabajo interino hasta que Hillevi Engström asumió el cargo. 

El 4 de septiembre de 2024, Billström anunció su dimisión como ministro de Asuntos Exteriores y como miembro del Riksdag, declarando que se retiraría de la política.